# 小野里宴
小野 里宴（おの りえん、1959年 - ）は、日本の児童文学作家。

## 経歴・人物
東京都生まれ。上智大学文学部心理学科卒業。同大学院修士課程で霜山徳爾教授に師事。
出産を転機に児童文学へ。斎藤惇夫・松居直・渡辺茂男・堀内誠一・内田莉莎子・松谷さやか・猪熊葉子・垂石真子などに影響を受ける。28歳のとき、福音館母の友『かっぱうたろう』初出。現在は文筆活動細々。
父親は小野襄（スペースデザイン・教授）、母親は小野かおる（造形大学教授・絵本作家）。父方の祖父は小野薫（建築教授）、母方の祖父は中山省三郎（ロシア文学翻訳・詩人）。
佐賀県鍋島、福岡県久留米市に転居し、現在は東京都在住。

## 著作
幼年童話
- 『かっぱうたろう』（絵：梶山敏夫、福音館書店）
- 『こだぬきまめた』（絵：おのかおる、クロスロード）
- 『シラノせんせい　たいへんだ！』（絵：妙木浩之、偕成社）
- 『でんでら竜が出てきたよ』（絵：伊藤栄一、理論社）
- 『はりねずみのイガー・カ・イジー』（絵：久本直子、理論社）
- 『はりねずみのだいぼうけん』（絵：久本直子、理論社）
- 『はりねずみとクシャミ病』（絵：久本直子、理論社）
- 『はりねずみとヤマアラシ』（絵：久本直子、理論社）
- 『なきむしおにごっこ』（絵：降矢奈々、ポプラ社）
- 『てんこうせいはワニだった』（絵：おのりえん、こぐま社）
- 『きっちりしとーるさん』（絵：おのりえん 、こぐま社）
- 『ののおばさんのゆびわのおはなし』（絵：宮本忠雄、フレーベル館）
- 『こおにと山んじい』（絵：さもじろう、校正出版）
- 『ぼくのドラゴン』（絵：森環、理論社）他

絵本
- 『よくばりぎつね　じろろっぷ』（絵：たるいしまこ）福音館書店
- 『おかしきさんちのものがたり・よにんのこえがきこえたら』（絵：はたこうしろう、フレーベル館）
- 『おかしきさんちのものがたり・まほうのタオル』（絵：はたこうしろう、フレーベル館）
- 『おかしきさんちのものがたり・こいぬいたらいいなあ』（絵：はたこうしろう、フレーベル館）
- 『おかしきさんちのものがたり・みんなくるくるよってくる』（絵：はたこうしろう、フレーベル館）
- 『お月さまよんで』（絵：アンヴィル菜穂子、偕成社）
- 『なかよしこぐま・まんなかに』（絵：はたこうしろう、ポプラ社）
- 『なかよしこぐま・わけっこするのだいきらい』（絵：はたこうしろう、ポプラ社）
- 『とんとんすととん』（絵：稲野辺郁子、アリス館）
- 『ママあそんで・あさみちゃんとどんどこどん』（絵：おのりえん、偕成社）
- 『ヒッポヒッポルー・わたしはかばのヒッポヒッポルー』（絵：国松エリカ、偕成社）
- 『かみさまがかみさかまが』（西村あつこ、偕成社）
- 『おさわがせサイのライノー』（絵：小野かおる、偕成社）
- 『こんがリンダにきいてみな』（絵：大島妙子、フレーベル館）
- 『こんがリンダにまかせてよ』（絵：大島妙子、フレーベル館）

長編
- 『メメント・モーリ』（挿絵：平出 衛  理論社）
- 『24節季虫のお話・むしのいどころ　ひとのいどころ』（挿絵：秋山あゆ子、理論社）
- 『虫のおしらせ』同上
- 『虫愛づる姫もどき』同上